# Corabia
Corabia là một thị xã thuộc hạt Olt, România. Dân số thời điểm năm 2002 là 20457 người.